# 馬基申
51°41′7″N 31°37′3″E / 51.68528°N 31.61750°E
馬基申（烏克蘭語：Макишин）是位於烏克蘭北部切爾尼希夫州裏切爾尼希夫區的村莊，始建於1661年，面積10.3平方公里，海拔高度116米，2006年人口992，人口密度每平方公里96.5人。